# Euklaz
Euklaz – rzadki i szlachetny minerał klasy krzemianów wyspowych.
Euklaz został po raz pierwszy zgłoszony z okręgu Orenburg na rosyjskim Uralu, gdzie występuje z innymi materiałami szlachetnymi i złotem w żwirach strumieniowych. Jego typową lokalizacją jest Ouro Preto w stanie Minas Gerais w Brazylii.

## Właściwości
Tworzy kryształy słupkowe, tabliczkowe, podłużnie wyraźne prążkowane, narosłe albo kolumnowe ze skośnymi zakończeniami, rzadko skupienia zbite. Są one często bezbarwne do jasnozielonego, prawie zawsze przezroczyste. Bardzo rzadko można spotkać ten minerał w kolorze intensywnie niebieskim lub niebieskozielonym, czasem nawet ciemnozielonym. Ściany mają połysk szklisty i są prążkowane wzdłuż kryształu. Jego powstanie związane jest z przeobrażeniami berylu w pegmatytach. Wykazuje dwójłomność na poziomie 0.019 - 0.025. Ma silną dyspersję i bezbarwny pleochroizm. Jest przezroczysty do półprzezroczystego. Nie jest radioaktywny i nie wykazuje fluorescencji. 

### Występowanie
Występuje w druzach pegmatytowych oraz hydrotermalnych żyłach typu alpejskiego. Euklaz w formie masywnej lub włóknistej występuje zwykle w łupkach i fillitach. Minerałami towarzyszącymi są przede wszystkim: bertrandyt, kwarc, beryl, skalenie, ankeryt, topaz, muskowit, anataz, fluoryt, szerlit, kalcyt, rutyl, mikroklin i peryklin.
Miejsca występowania:
- Brazylia
- Ural
- Tyrol
- Zimbabwe (Karoi)
- Zambia
- Niemcy[5]
- Rosja[5]
- Mozambik[5]
- Tanzania[7]
- Kolumbia[7]
- USA

### Zastosowanie
- kamień jubilerski